# Club Deportivo Chivas USA
El Club Deportivo Chivas USA era un club de futbol professional de la ciutat de Los Angeles, situat al suburbi de Carson (Califòrnia), va ser un equip de la Major League Soccer de 2004 a 2014. Va ser fundat l'agost de 2004 i originalment era filial del Club Deportivo Guadalajara, un dels equips més importants de Mèxic, del que va prendre la seva identitat i colors. El nom «Chivas» és una referència al sobrenom de l'equip mexicà. Els seus propietaris eren Jorge Vergara, propietari del Guadalajara, i els germans Antonio i Lorenzo Cué. En crear una franquícia d'expansió a Los Angeles, els propietaris esperaven captar el suport de la nombrosa població hispana que residia allí.
Va començar a competir en la temporada 2005. En tota la seva història, el seu major èxit va ser quedar líder de la Conferència Oest el 2007. Després d'una sèrie de mals resultats i baixa afluència d'espectadors, l'MLS va assumir el control de la franquícia al febrer de 2014 i va confirmar la seva desaparició el 27 d'octubre del mateix any.
Los Angeles va ser la primera ciutat de l'MLS a comptar amb dues franquícies a la mateixa ciutat: Los Angeles Galaxy (des de 1996) i Chivas USA.
La seva seu era el The Home Depot Center, estadi que compartia amb Los Angeles Galaxy, un nou estadi construït el 2005 específic per la pràctica del futbol amb una capacitat de 27.000 espectadors. L'equip jugava amb samarreta vermella amb ratlles verticals blanques i pantalons de color blau marí a casa. A fora jugava amb samarreta de color blau marí i pantalons blancs.

## Història

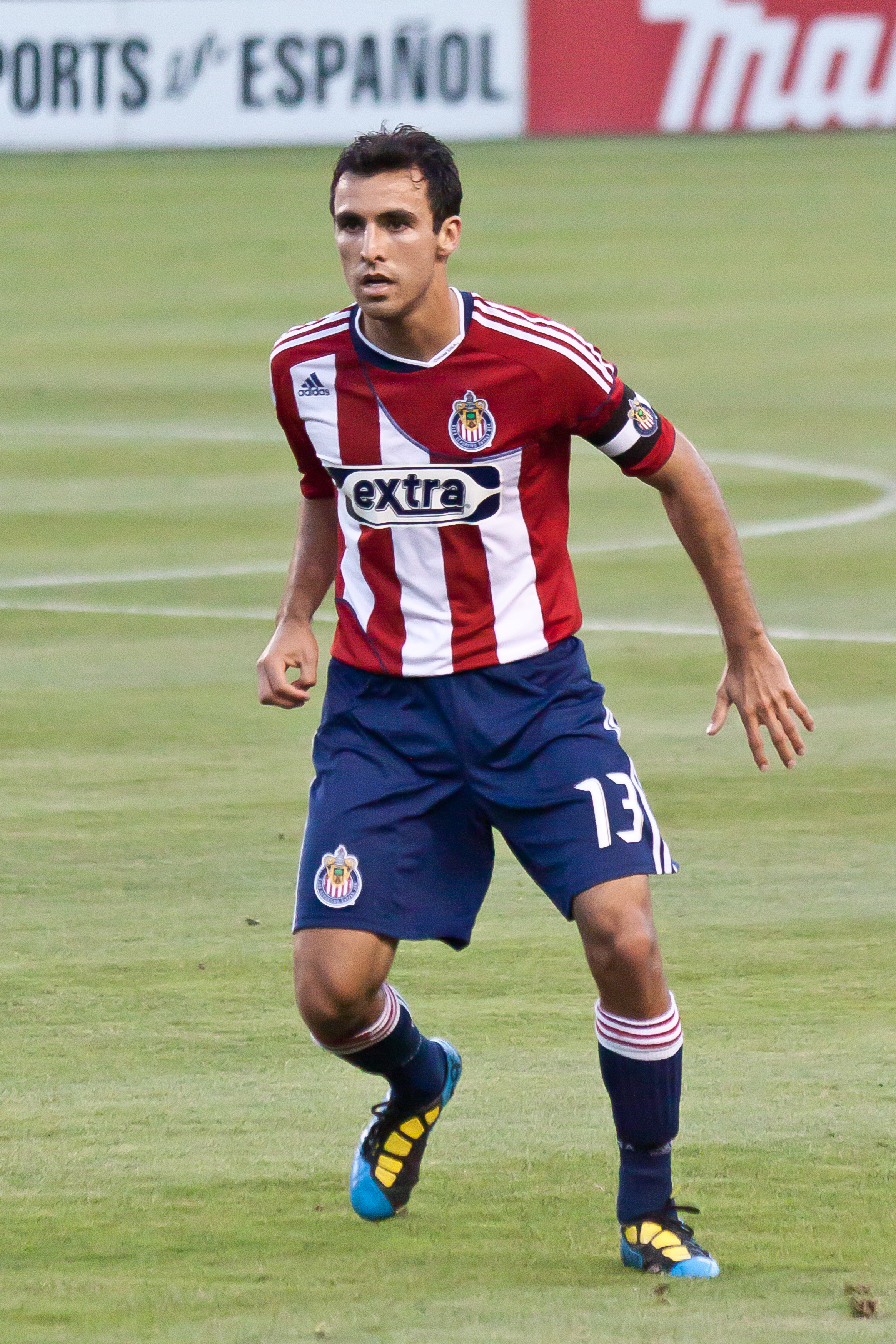
Jonathan Bornstein, lateral del Chivas USA entre 2006 i 2010.

El Club Deportivo Chivas USA va ser fundat el 2 d'agost de 2004, després que la Major League Soccer (MLS) acceptés una franquícia d'expansió a Los Angeles, Califòrnia. L'objectiu d'aquest nou equip era atreure aficionats de les comunitats llatines, pel que es va crear una societat entre Jorge Vergara, propietari del Club Deportivo Guadalajara de Mèxic, i els germans Antonio i Lorenzo Cué. Sobre l'estructura del Club Deportivo Guadalajara es va crear un filial que va prendre els colors socials, l'escut i fins i tot la denominació «Chivas» (cabres), en referència al sobrenom del conjunt blanc-i-vermell.
Va debutar en la temporada 2005 enquadrat en la conferència Oest. Thomas Rongen va haver de confeccionar una plantilla en la qual destacava el porter Brad Guzan com a primera elecció del draft, així com diversos joves cedits del Guadalajara. La falta d'experiència va pesar al bloc, que va encadenar una mala ratxa i va acabar en l'últim lloc. La situació va millorar el 2006 amb l'arribada a la banqueta de Bob Bradley i la contractació de Ramón Ramírez i Francisco Palencia, provinents de les «Chivas» de Mèxic, a més de Claudio Suárez, veterà internacional i ex del Guadalajara. Els blanc-i-vermells es van classificar als play-offs, quedant eliminats pel Houston Dynamo. Aquest mateix any va haver-hi dos títols individuals: Jonathan Bornstein com millor debutant i Bradley al millor entrenador.
L'edició de 2007 va ser la millor de la seva curta història, en finalitzar campió de la conferència Oest i segon en la taula general. El bloc de l'equip estava conformat per joves promeses del draft com Brad Guzan (millor porter del torneig), Bornstein, Maykel Galindo (màxim golejador) i Sacha Kljestan (assistències). Aquesta base, completada amb veterans d'origen llatí, va impulsar els resultats esportius. No obstant això, en el play-off pel títol van tornar a caure en semifinals de conferència. El Chivas USA va repetir la classificació el 2008 i el 2009, sense superar les semifinals en cap d'aquests anys.
La situació va canviar el 2010 amb la sortida de totes les seves estrelles. El Chivas USA no va saber recompondre la plantilla i els resultats van empitjorar, quedant fora de la lluita per la Copa MLS. La directiva va renunciar a la política esportiva del Club Deportivo Guadalajara i cada vegada va portar menys mexicans. Els afeccionats també van perdre interès, en contrast amb els triomfs del seu rival local, Los Angeles Galaxy. En un intent per recompondre la situació, Jorge Vergara i la seva esposa, Angélica Fuentes, van adquirir a l'agost de 2012 les participacions dels germans Cué, convertint-se així en els únics propietaris. No obstant això, no va servir de molt. El 2012 i el 2013 el Chivas USA va ser cuer de la seva conferència.
El 20 de febrer de 2014 es va confirmar que Jorge Vergara havia venut la franquícia als dirigents de l'MLS, a causa que la imatge de la marca Chivas no va cridar molt l'atenció a Los Angeles. Al principi, la lliga va voler mantenir la franquícia a Califòrnia amb un nom diferent a partir de la temporada 2015. No obstant això, i malgrat una lleugera millora esportiva, va quedar clara la seva falta de rendibilitat amb l'assistència mitjana més baixa de la història: 7.000 espectadors. Per aquesta raó, quan el Chivas USA no es va poder classificar als play-offs, l'MLS va confirmar la seva desaparició a partir del 27 d'octubre de 2014.
Està previst que l'MLS compti amb una nova franquícia a Los Angeles a partir de la temporada 2018.

## Simbologia

### Escut
L'escut del Chivas USA està inspirat en el del Club Deportivo Guadalajara, del que pren també els colors socials. Aquest logo pren com a base l'escut d'armes de la Ciutat de Guadalajara, inspirat en l'estendard d'un cabdill invicte i el lleó que reflecteix l'esperit del guerrer. Aquesta imatge apareix damunt d'un cercle, a l'interior del qual del mateix figuren franges vermelles i blanques en vertical, envoltades per una banda blava en la qual es llegeix el nom «Club Deportivo Chivas USA» en espanyol.
«Chivas» (cabres) és l'àlies del C.D. Guadalajara. A Mèxic, és comú que els seguidors prefereixin utilitzar noms curts o àlies per referir-se a l'equip de la seva preferència. El seu origen tenia un biaix pejoratiu: després d'un partit de la Lliga Major 1948/49, els fanàtics del Club Deportivo Atlas de Guadalajara (equip rival de la mateixa ciutat) van anomenar als jugadors blanc-i-vermells «chivas brinconas». Encara que es va plantejar al principi com a insult, l'àlies va ser utilitzat per un periodista nacional per descriure el joc d'aquest equip. Des de llavors es va convertir en la seva forma més popular d'identificació, present en elements com l'himne i la mascota.

### Uniforme
L'equipació blanc-i-vermella del Chivas USA és la mateixa que l'empleada pel C.D. Guadalajara. S'utilitzen ratlles verticals perquè el fundador belga Edgar Everaert va proposar usar el mateix patró que utilitzaven en el Club Brugge, al qual recolzava. Els colors socials vermell, blanc i blau estan inspirats en una equipació estudiantil d'Everaert, basada en l'escut d'armes de Bruges (vermell i blanc amb un lleó blau).
- Uniforme local: Samarreta blanca amb ratlles vermelles, pantalons blaus marins i mitges blaves marines.
- Uniforme visitant: Samarreta blava marina, pantalons vermells i mitges blaves marines.

## Estadis
- The Home Depot Center (2005—2014)

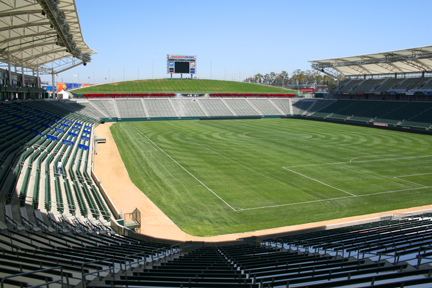
Interior de l'estadi The Home Depot Center.

El Chivas USA disputava els seus partits com a local a l'estadi The Home Depot Center de Carson (Califòrnia), amb aforament per 27.000 espectadors i gespa natural. El compartia amb Los Angeles Galaxy, l'altre equip de la ciutat.
Aquesta instal·lació va ser inaugurada l'1 de juny de 2003, dins d'un complex esportiu vinculat a la Universitat Estatal de Califòrnia en el qual també hi ha velòdrom i estadi de tennis. En aquell moment va ser el segon nou camp de l'MLS amb disseny específic per a partits de futbol, quatre anys després de l'obertura del Columbus Crew Stadium. El 2003 va ser seu de la final de la Copa Mundial Femenina de Futbol.

## Dades del club
- Temporades en la Major League Soccer: 10
- Millor posició: 1r, conferència Oest (temporada 2007)
- Pitjor posició: 9è, conferència Oest (temporades 2012 i 2013)
- Major golejada aconseguida: 5–1 contra Real Salt Lake (2005)
- Major golejada en contra: 0–5 contra Los Angeles Galaxy (2013)
- Màxim golejador:  Ante Razov (30)
- Més partits disputats:  Dan Kennedy (144)
- Primer partit: Chivas USA 0–2 DC United (2 d'abril de 2004)
- Últim partit en la història del club: Chivas USA 1–0 San Jose Earthquakes (26 d'octubre de 2014)

## Futbolistes destacats
- Brad Guzan (2005-2008)
- Ante Razov (2006-2009)
- Jesse Marsch (2006-2009)
- Sacha Kljestan (2006-2010)
- Jonathan Bornstein (2006-2010)
- Daniel Kennedy (2008-2014)
- Heath Pearce (2011-2012)
- Juan Agudelo (2012-2013)
- Ante Jazić (2009-2012)
- Juan Pablo García (2005-2006)
- Francisco Palencia (2005-2006)
- Ramón Ramírez (2005-2007)
- Claudio Suárez (2006-2010)
- Erick Torres (2013-2014)
- Douglas Sequeira (2005)
- Michael Umaña (2010-2011)
- Shavar Thomas (2007-2009)
- Alejandro Moreno (2011-2013)

## Entrenadors
- Thomas Rongen (2005)
- Javier Ledesma (2005; interí)
- Hans Westerhof (2005)
- Bob Bradley (2006)
- Preki (2007–2009)
- Martin Vasquez (2010)
- Robin Fraser (2011-2012)
- José Luis Sánchez Solá (2013)
- José Luis Real (2013)
- Wilmer Cabrera (2014)